# Alabama 3
Alabama 3, kurz A3, ist eine britische Electronica-Band, die 1996 in Brixton gegründet wurde. Sie verbindet elektronische Tanzmusik mit Americana.

## Hintergrund
Grob lässt sich Alabama 3 der elektronischen Tanzmusik und Richtungen wie House oder Trip Hop zuordnen, entscheidend sind aber auch Einflüsse aus Blues, Country, Folk und Gospel. Die Band schreibt auf ihrer Website: „We make Sweet Pretty Muthafuckin Country Acid House Music. All night long.“ Ebenso gibt Alabama 3 Punk und Techno als Inspirationen an.
Der bekannteste Song der Band ist Woke Up This Morning aus dem Jahr 1997, der als Titellied der US-amerikanischen Fernsehserie Die Sopranos verwendet wurde.

## Mitglieder
Aktuelle Mitglieder:
- Rob Spragg alias Larry Love – Gesang
- Be Atwell alias The Reverend Be Atwell – Gesang
- Orlando Harrison alias The Spirit of Love – Keyboards
- Mark Sams alias Rock Freebase – Gitarre, Bass
- Nick Reynolds alias Harpo Strangelove – Mundharmonika, Perkussion, Gesang
- Steve Finnerty alias Lovepipe – Gitarre, Gesang
- Jonny Delafons alias L. B. Dope – Schlagzeug, Perkussion
- Greg Fleming alias Wizard – Sequenzer, Effekte
- Sheena Ross alias Sister Sheena – Gesang

Ehemalige Mitglieder:
- Jake Black alias Rev. D Wayne Love – Gesang († 2019)
- Aurora Dawn – Gesang
- Owen If – Schlagzeug
- John Jennings alias Segs – Bass
- Zoe Devlin alias Devlin Love – Gesang
- Simon Edwards alias The Dude und Sir Eddie Real – Perkussion, Gesang
- Robert Jessett alias El Comandante – Gitarre, Mundharmonika, Gesang
- Piers Marsh alias The Mountain of Love – Synthesizer, Mundharmonika, Musikprogrammierung
- Marianna alias Little Eye Ty – Tanz
- Laura alias Lady Love dancer – Tanz

## Diskografie
- Exile on Coldharbour Lane (Elemental, 1997)
- La Peste (Virginia, 2000)
- Power in the Blood (One Little Indian Records, 2002)
- Outlaw (One Little Indian Records, 2005)
- M.O.R. (One Little Indian Records, 2007)
- The 12 Step Plan (Jamm Music, 2009)
- Revolver Soul (Hostage Music, 2010)
- Blues (Hostage Music, 2016)
- Step 13 (Submarine Cat, 2021)
- Cold War Classics Vol. 2 (Submarine Cat, 2023)

Weitere Alben
- Remixes (Not On Label, 2001)
- The Last Train to Mashville Vol. 1 (One Big Cowboy Rockords, 2003)
- Last Train to Mashville Vol. 2 (One Little Indian, 2003)
- Outlaw Remixes (Outlaw Productions, 2005)
- Hits and Exit Wounds (One Little Indian, 2008)
- There Will Be Peace in the Valley... When We Get the Keys to the Mansion on the Hill (Hostage Music, 2011)
- Shoplifting 4 Jesus (Hostage Music, 2011)
- The Men From W.O.M.B.L.E Vol. 1 (Hostage Music, 2013)
- The Wimmin From W.O.M.B.L.E Vol. 2 (Hostage Music, 2014)
- Hits and Exit Wounds Vol. 2 - The Hostage Years (Not On Label, 2023)

Singles
- 1996: Ain’t Goin’ to Goa
- 1997: Woke Up This Morning
- 1998: Converted
- 2000: Woke Up This Morning
- 2001: Mansion on the Hill
- 2001: Wade into the Water
- 2003: Reachin’
- 2005: Hello... I’m Johnny Cash
- 2005: How Can I Protect You?
- 2005: Gospel Train
- 2007: Lockdown
- 2008: Middle of the Road
- 2009: Jaqueline
- 2010: Vietnamistan

### Gastbeiträge
| Jahr | Titel Album   | Höchstplatzierung, Gesamtwochen, AuszeichnungChartsChartplatzierungen (Jahr, Titel, Album, Platzierungen, Wochen, Auszeichnungen, Anmerkungen) | Anmerkungen                              |
| Jahr | Titel Album   | US | Anmerkungen                              |
| ---- | ------------- | --- | ---------------------------------------- |
| 1996 | No Submission | US33 (8 Wo.)US | Matt Darey vs. Tall Paul feat. Alabama 3 |